# Havrijil Kosteljnik
Havrijil Kosteljnik (1886. – 1948.) je književni utemeljitelj rusinske književnosti za Rusine naseljene u Hrvatskoj i Bačkoj. Pisao je drame, pjesme i pripovijetke.
1920-ih je objavio prvu gramatiku rusinskog jezika. Zatim je objavio prvu dramu na rusinskom, brojne pjesme i pripovijetke. Objavljivao je na hrvatskom i ukrajinskom jeziku.